# Litla Børøyna
Litla Børøyna est une île norvégienne dans le comté de Hordaland. Elle appartient administrativement à Askøy.

## Géographie
Rocheuse et désertique, elle s'étend sur environ 316 m de longueur pour une largeur approximative de 161 m. 